# مرا در آغوش بگیر
مرا نگه‌دار (به انگلیسی: Hold Me) تک‌آهنگی از هنرمند اهل بریتانیا تام اودل است که در سال ۲۰۱۳ میلادی منتشر شد.